# Computació interactiva

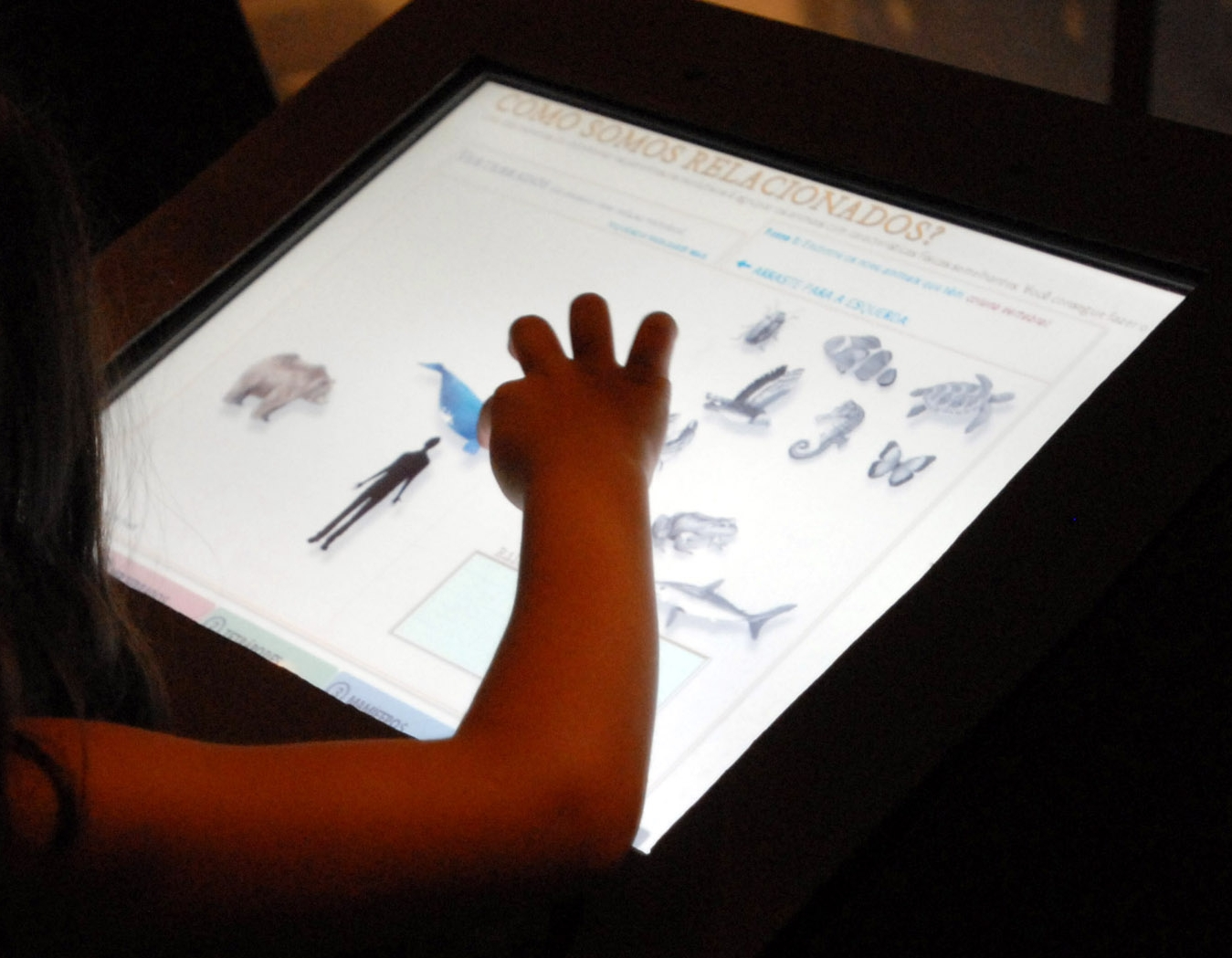
Interaccionant amb una pantalla tàctil.

En informàtica, computació interactiva es refereix a programari que accepta entrades d'humans - per exemple, dades o ordres. El programari interactiu inclou molts programes populars, com processadors de textos o aplicacions de full de càlcul. En comparació, els programes no interactius funcionen sense contacte humà; exemples d'aquests inclouen compiladors i aplicacions de processament per lots. Si la resposta és prou complexa, es diu que el sistema està conduint interacció social i alguns sistemes intenten aconseguir això mitjançant l'aplicació d'interfícies socials.
La natura de la computació interactiva, així com el seu impacte en els éssers humans s'estudien àmpliament en l'àmbit de la interacció home-màquina.